# Trichiuridae

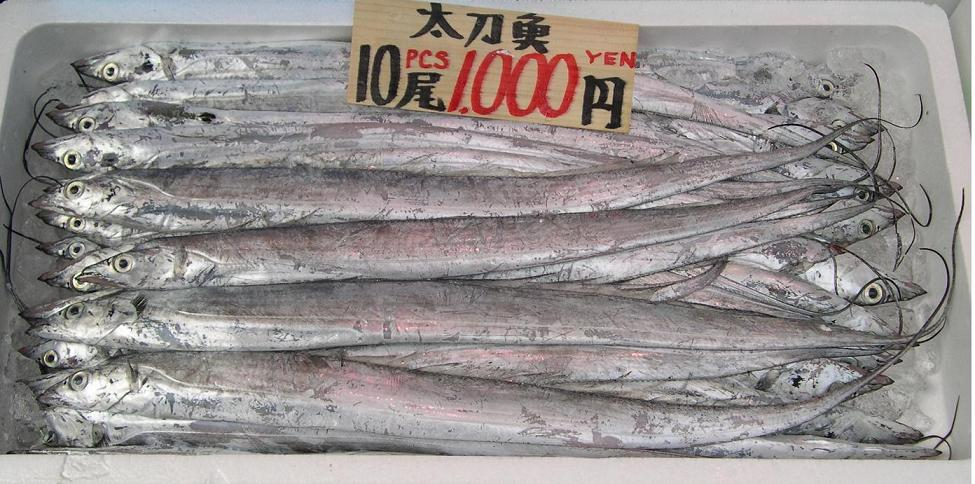
Trichiurus lepturus en un mercado de Tokio.

Los sables, triquiúridos o Tajalí (Trichiuridae) son una familia de peces marinos incluida en el orden Perciformes, distribuidos por los océanos Atlántico, Índico y Pacífico. Su nombre procede del griego: thrix (pelo) + oura (cola, caudal).
Tienen el cuerpo extremadamente alargado y fuertemente comprimido lateralmente, las mandíbulas tienen dientes de tipo colmillo. La aleta dorsal es muy larga, extendiéndose a todo lo largo del cuerpo, con la parte de radios blandos más larga que la parte con espinas, distinguibles ambas por una muesca en algunas especies; la aleta caudal es pequeña, algunas veces ausente; la aleta pectoral se inserta por la parte baja del cuerpo; la aleta pectoral, si está presente, es casi vestigial.
Aparece por primera vez en el registro fósil durante el Eoceno, en el Terciario inferior.
Algunos de ellos suelen ser comestibles, especialmente la especie Trichiurus lepturus, la cual se conoce en Venezuela y Colombia con el nombre de tajalí.

## Géneros
Existen unas 44 especies en 10 géneros, agrupados en tres subfamilias:
- Subfamilia Aphanopodinae:
  - Género Aphanopus (Lowe, 1839)
  - Género Benthodesmus (Goode y Bean, 1882)

- Subfamilia Lepidopodinae:
  - Género Assurger (Whitley, 1933)
  - Género Eupleurogrammus (Gill, 1862)
  - Género Evoxymetopon (Gill, 1863)
  - Género Lepidopus (Goüan, 1770)
  - Género Tentoriceps (Whitley, 1948)

- Subfamilia Trichiurinae:
  - Género Demissolinea (Burhanuddin y Iwatsuki, 2003)
  - Género Lepturacanthus (Fowler, 1905)
  - Género Trichiurus (Linnaeus, 1758)

## Imágenes

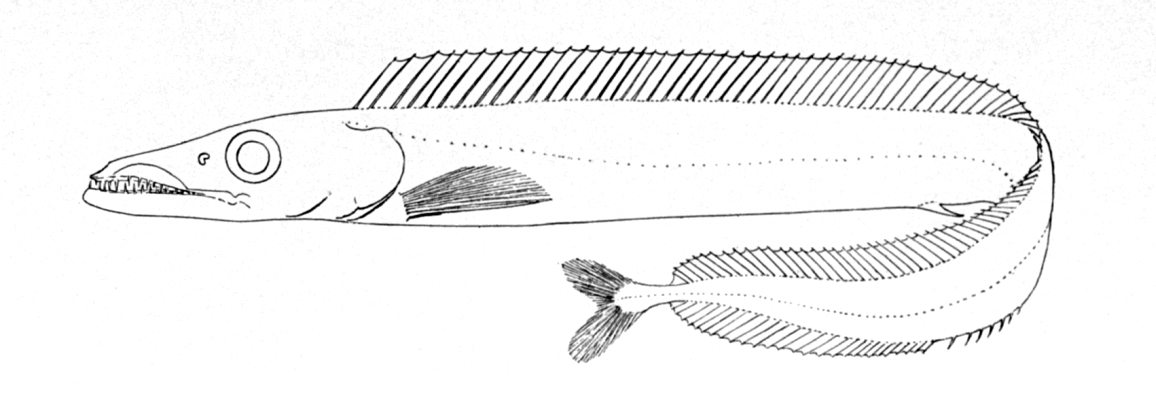
Aphanopus carbo
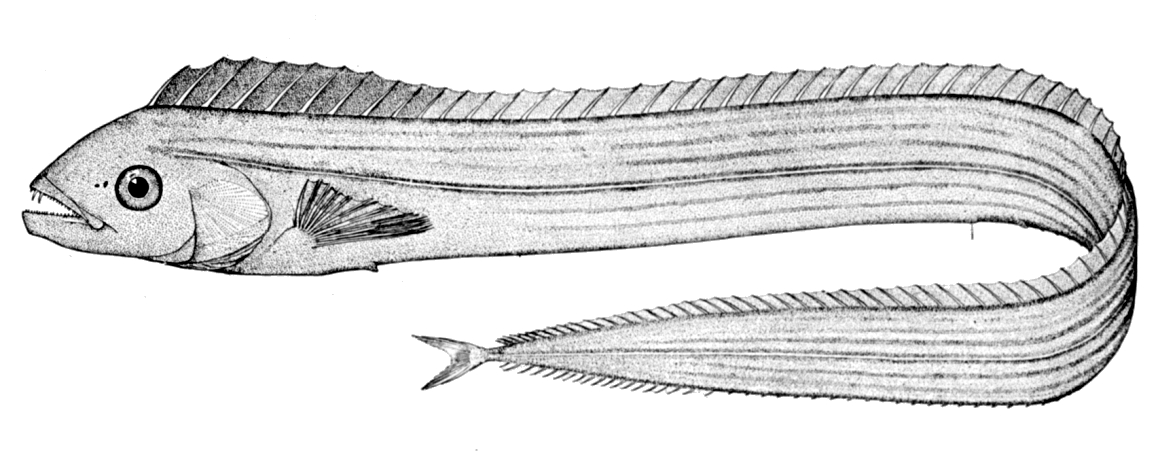
Evoxymetopon taeniatus
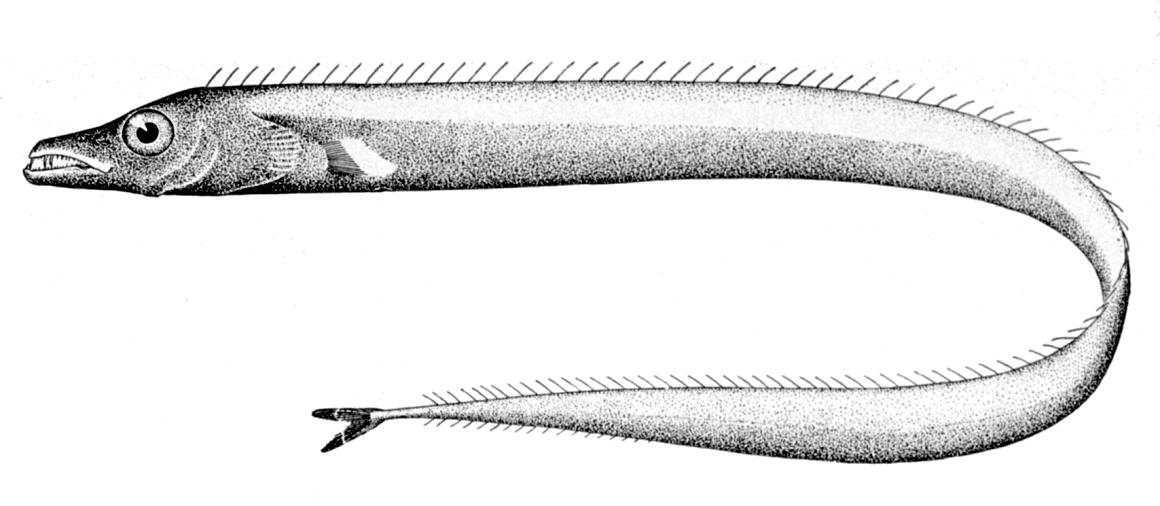
Lepidopus caudatus
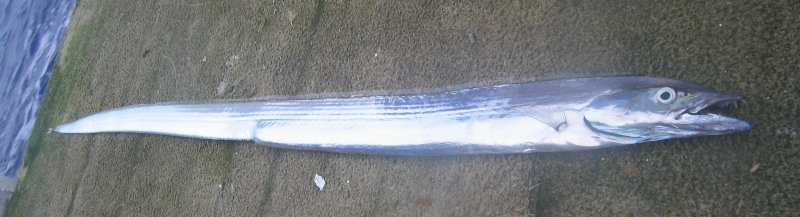
Assurger ansac

- Datos: Q480817
- Multimedia: Trichiuridae / Q480817
- Especies: Trichiuridae